# Z Archiwum Polskiego Radia, Vol. 11 – Violetta Villas
Z Archiwum Polskiego Radia, Vol. 11 – Violetta Villas – dwupłytowe wydawnictwo muzyczne zawierająca archiwalne, nigdy niepublikowane nagrania radiowe Violetty Villas. Premiera w sprzedaży wysyłkowej odbyła się we wrześniu 2009 roku, a na półkach sklepowych płyta pojawiła się 23 października 2009 roku. Już na podstawie wyników ze sprzedaży wysyłkowej, płyta stała się bestsellerem salonów muzycznych Empik.

## Lista utworów

### CD 1
| Lp. | Tytuł                               | Autorzy                                                | Długość |
| --- | ----------------------------------- | ------------------------------------------------------ | ------- |
| 1.  | „Ja Nie Mogę Tamtej Drugiej Znieść” | B. Klimczuk, A. Wiernik – B.Choiński, J.Gałkowski      | 3:43    |
| 2.  | „Tygrysiątko”                       | B. Klimczuk – B. Choiński, J. Gałkowski                | 2:47    |
| 3.  | „Szczęścia Nie Szukaj Daleko”       | J. Wasowski – J. Miller                                | 2:29    |
| 4.  | „Ja Ci Nie Wierzę”                  | J. Gert – B. Brok                                      | 2:20    |
| 5.  | „Taki Mróz”                         | M. Sart – J. Kleyny                                    | 3:09    |
| 6.  | „Na Spacerze Spotkała Nas”          | T. Prejzner – B. Choiński, J. Gałkowski                | 3:02    |
| 7.  | „Malaguena”                         | E. Lecuona                                             | 3:25    |
| 8.  | „Pani Piotrusiowa”                  | J. Mart, A. Markiewicz – T. Urgacz                     | 3:53    |
| 9.  | „Wiatraki Na Wzgórzu”               | A. Markiewicz – A. Tylczyński                          | 3:11    |
| 10. | „La Gitana”                         | M. Sart – H. Kołaczkowska                              | 2:29    |
| 11. | „Już Północ”                        | E. Czerny – A. Tylczyński                              | 3:31    |
| 12. | „Czy Pani Tańczy Twista”            | W. Piętowski – A. Tylczyński                           | 3:16    |
| 13. | „Po Co Szukać Wiatru W Polu”        | H. Skalska – A. Hosper                                 | 3:19    |
| 14. | „Człowiek I Strzelnica”             | S. Musiałowski, T. Prejzner – B. Choiński, J.Gałkowski | 3:58    |
| 15. | „Piosenka Z Przyszłości”            | M. Sart – L.J. Kern                                    | 4:35    |
| 16. | „Jestem Taka A Nie Inna”            | H. Klejne – K. Winkler                                 | 3:27    |
| 17. | „Kawał Z Brodą”                     | H. Klejne – J. Ficowski                                | 3:04    |
| 18. | „Rudy Rydz”                         | B. Klimczuk – A. Hosper                                | 3:14    |
| 19. | „Szesnaście Lat”                    | R. Sielicki – M. Łebkowski, St. Werner                 | 2:44    |
| 20. | „Złota Maska”                       | J. Wasowski – J. Brzechwa                              | 2:38    |
| 21. | „Kto Wymyślił Madisona?”            | R. Żyliński – J. Dumnicka                              | 3:01    |
| 22. | „Całe Miasto O Tym Wie”             | A. Januszko – E. Fiszer                                | 2:16    |
| 23. | „Czarodziejski Wóz”                 | A. Markiewicz, J. Mart – H. Gaworski                   | 2:36    |
| 24. | „Pucybut Z Rio”                     | H. Jabłoński – J. Kasprowy                             | 4:07    |
| 25. | „Nic Nikomu Nie Mów”                | W. Szpilman – K. Winkler                               | 3:25    |

### CD 2
| Lp. | Tytuł                               | Autorzy                               | Długość |
| --- | ----------------------------------- | ------------------------------------- | ------- |
| 1.  | „Pierwszy Krawat”                   | M. Radzik – T. Filińska               | 2:11    |
| 2.  | „Jedna Nutka Zaginęła”              | H. Klejne – J. Prutkowskii            | 2:14    |
| 3.  | „Koguty I Gołąbki”                  | R. Żyliński – Z. Kaszkur, Z. Zapert   | 2:45    |
| 4.  | „Daleko Jest Hawana”                | N. Pilichowska                        | 4:07    |
| 5.  | „Znajdziesz Mnie Wszędzie”          | Derwid – Z. Kaszkur, Z. Zapert        | 2:49    |
| 6.  | „Zaproś Mnie Do Tańca”              | Z. Górzyński – W. Patuszyński         | 5:13    |
| 7.  | „Będę Wędrować Do Ciebie”           | H. Klejne – A. Bianusz                | 2:39    |
| 8.  | „Do Ciebie Mamo”                    | A. Skorupa – M. Łebkowski, St. Werner | 4:29    |
| 9.  | „Nie Jestem Taka Zła”               | H. Jabłoński – J. Kasprowy            | 2:18    |
| 10. | „Wiedz O Mnie Wszystko”             | A. Korzyński – T. Filińska            | 3:36    |
| 11. | „Jedno Słowo Matka”                 | EZ. Karasiński – Z. Jaskier           | 5:16    |
| 12. | „Hiroshima Mon Amour”               | Z. Ciechan – M. Bordowicz             | 7:21    |
| 13. | „Od Jutra Wszystko Się Zmieni”      | W. Sowiński – K. Winkler              | 3:07    |
| 14. | „Zostanę Z Tobą”                    | K. Sadowski – E. Fiszer               | 2:41    |
| 15. | „Jak To Było”                       | K. Sadowski – E. Fiszer               | 2:07    |
| 16. | „Non C’est Rien”                    | A. Canfora, J. Baselli – M. Jourdan   | 3:41    |
| 17. | „What Now My Love”                  | G. Becaud – P. Delanoe, C. Sigman     | 3:19    |
| 18. | „My Heart Belongs To Daddy”         | C. Porter                             | 5:44    |
| 19. | „Strangers In The Night”            | B. Kaempfert – E. Synder              | 3:31    |
| 20. | „Strangers In The Night” [wersja 2] | B. Kaempfert – E. Synder              | 3:39    |